# Gà nước mày trắng

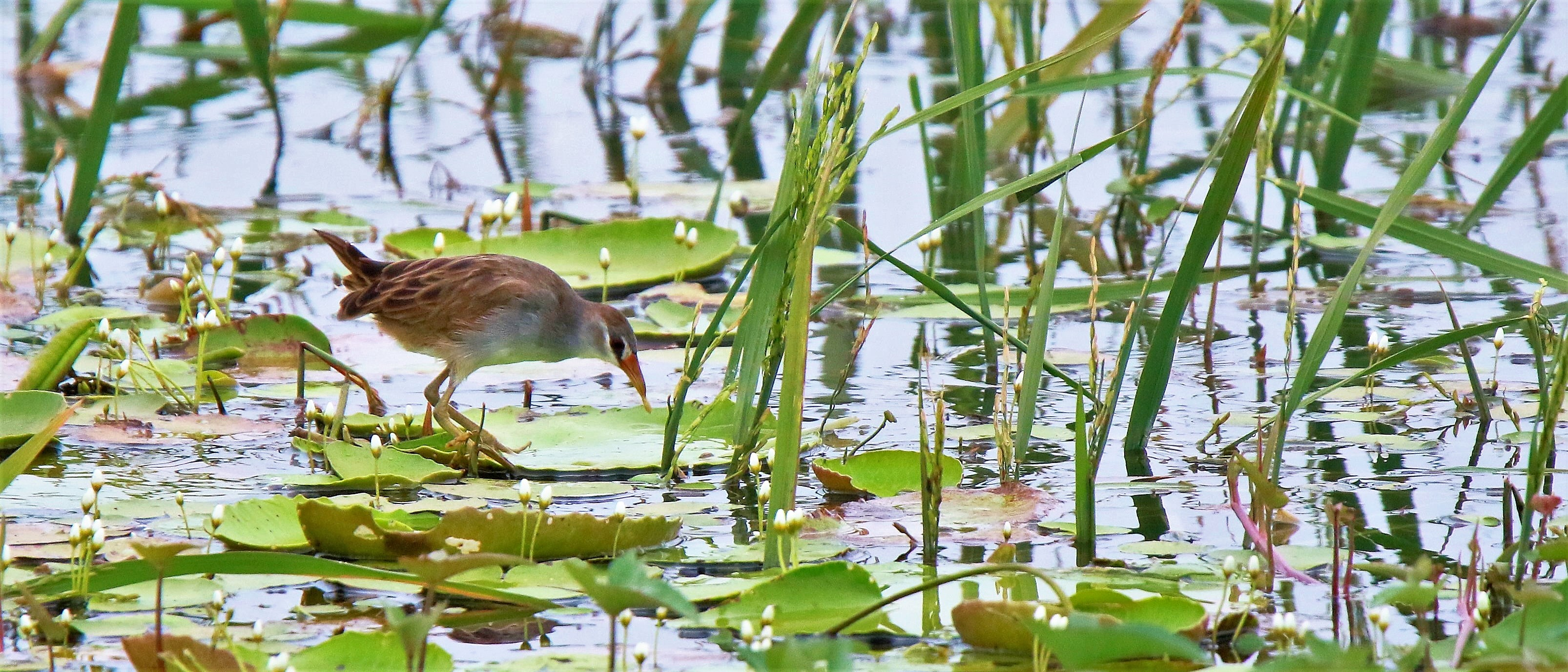

Porzana cinerea là một loài chim trong họ Rallidae.